# 太熙
太熙（290年正月—四月）是西晋皇帝晋武帝司馬炎的第四个年号，共计4个月。
太熙元年四月，晋武帝逝世，晋惠帝司马衷即位，改元永熙元年。

## 改元
- 太康十一年——正月一日，改元為太熙元年。[2][3]四月二十日，改元為永熙元年。[4][3]

## 紀年農曆對照表
表格中各月的干支即為各月的第1日，「大」表示該月有30日，「小」表示該月有29日，「閏月」表格中的中文數字表示該年為閏某月，各月初一底下的數字表示對應的西曆日期。
| 西元  | 干支 | 紀年     | 正月   | 二月   | 三月   | 四月   | 五月 | 六月 | 七月 | 八月 | 九月 | 十月 | 十一月 | 十二月 | 閏月 |
| ----- | ---- | -------- | ------ | ------ | ------ | ------ | ---- | ---- | ---- | ---- | ---- | ---- | ------ | ------ | ---- |
| 290年 | 庚戌 | 太熙元年 | 辛酉小 | 庚寅大 | 庚申大 | 庚寅小 |      |      |      |      |      |      |        |        |      |
| 290年 | 庚戌 | 太熙元年 | 1/28   | 2/26   | 3/28   | 4/27   |      |      |      |      |      |      |        |        |      |

## 参見
- 中国年号索引

| 前一年號： 太康 | 西晉年号 太熙 | 下一年號： 永熙 |